# District de Ruhango
Le district de Ruhango est un district qui se trouve dans la Province du Sud du Rwanda. Son siège est la ville de Ruhango.